# Пізнанська сільська рада
Пі́знанська сільська́ ра́да — адміністративно-територіальна одиниця та орган місцевого самоврядування в Гусятинському районі Тернопільської області. Адміністративний центр — село Пізнанка.

## Загальні відомості
- Населення ради: 308 осіб (станом на 2001 рік)

## Населені пункти
Сільській раді підпорядковані населені пункти:
- с. Пізнанка

## Склад ради
Рада складається з 12 депутатів та голови.
- Голова ради: Савчук Сергій Станіславович
- Секретар ради: Мовчко Надія Іванівна

### Керівний склад попередніх скликань
| Прізвище, ім'я, по батькові | Основні відомості                                                                                  | Дата обрання | Дата звільнення |
| --------------------------- | -------------------------------------------------------------------------------------------------- | ------------ | --------------- |
| Пунда Богдан Зіновійович    | Сільський голова, 1958 року народження, член Української Народної Партії                           | 26.03.2006   | 31.10.2010      |
| Савчук Сергій Станіславович | Сільський голова, 1970 року народження, освіта вища, член Всеукраїнського об'єднання «Батьківщина» | 31.10.2010   |                 |

Примітка: таблиця складена за даними сайту Верховної Ради України

### Депутати
За результатами місцевих виборів 2010 року депутатами ради стали:

#### За суб'єктами висування
| Суб'єкт висування | Кількість обраних депутатів | %   |
| ----------------- | --------------------------- | --- |
| Самовисування     | 12                          | 100 |

#### За округами
| № округу | Прізвище, ім'я, по батькові     | Дата визнання обраним | Освіта             | Партійна приналежність | Відомості про обраного депутата                                        |
| -------- | ------------------------------- | --------------------- | ------------------ | ---------------------- | ---------------------------------------------------------------------- |
| 1        | Кореницька Любов Степанівна     | 01.11.2010            | середня спеціальна | позапартійна           | приватний підприємець                                                  |
| 2        | Бідованець Ірина Богданівна     | 01.11.2010            | середня спеціальна | позапартійна           | Пізнанський фельдшерсько-акушерський пункт, фельдшер                   |
| 3        | Канюка Ольга Дмитрівна          | 01.11.2010            | середня спеціальна | позапартійна           | Управління ветмедицини в районі, агент реєстрації ідентифікації тварин |
| 4        | Пержило Марія Богданівна        | 01.11.2010            | вища               | позапартійна           | загальноосвітня школа І ст. с. Пізнанка, директор                      |
| 5        | Наливайко Оксана Богданівна     | 01.11.2010            | середня спеціальна | позапартійна           | загальноосвітня школа І ст. с. Пізнанка, повар                         |
| 6        | Мовчко Надія Іванівна           | 01.11.2010            | середня спеціальна | позапартійна           | тимчасово не працює                                                    |
| 7        | Кулик Микола Йосипович          | 01.11.2010            | середня спеціальна | позапартійний          | тимчасово не працює                                                    |
| 8        | Бідованець Любов Володимирівна  | 01.11.2010            | середня спеціальна | позапартійна           | Пізнанська сільська рада, бухгалтер                                    |
| 9        | Паламар Галина Миколаївна       | 01.11.2010            | середня спеціальна | позапартійна           | Пізнанська сільська рада, секретар                                     |
| 10       | Данилюк Іван Васильович         | 01.11.2010            | середня спеціальна | позапартійний          | тимчасово не працює                                                    |
| 11       | Костельний Богдан Володимирович | 02.11.2011            | середня спеціальна | позапартійний          | Гримайлівська комунальна лікарня, водій                                |
| 12       | Бас Іванна Михайлівна           | 01.11.2010            | середня спеціальна | позапартійна           | тимчасово не працює                                                    |